# Bright Sun – Dark Shadows
Bright Sun – Dark Shadows (jap. サマータイムレンダ, Summer Time Render) ist eine Mangaserie von Yasuki Tanaka, die seit 2017 in Japan erscheint. Sie ist in die Genres Shōnen, Mystery und Thriller einzuordnen und wurde in mehrere Sprachen übersetzt.

## Inhalt
Nachdem seine Eltern gestorben sind, ist Shinpei bei der Familie Kofune aufgewachsen, zusammen mit deren Töchtern Mio und Ushio auf der kleinen Insel Hitogashima. Als Student kehrt er auf die Insel zurück, um an Ushios Beerdigung teilzunehmen. Seine Stiefschwester ist im Meer ums Leben gekommen. Shinpei trifft die jüngere Mio und seinen früheren Klassenkameraden So Hishigata. Von ihnen erfährt er die Umstände von Ushios Tod: Sie waren zu siebt mit Sos kleiner Schwester Tokiko, Shiori Kobayakawa und deren Freunden am leeren Strand. Als Shiori abgetrieben wird, schwimmt Ushio raus und rettet sie. Doch Ushio selbst wird tot aufgefunden. Der Arzt erzählte nach der Obduktion, dass er Würgemale festgestellt habe, doch wegen der Umstände glaubt die Polizei nicht an einen Mord. Shiori steht seit dem Vorfall unter Schock und spricht nicht mehr. Am nächsten Tag verschwinden dann auch Shioris Eltern spurlos. Shinpei versucht gemeinsam mit Mio, das Geheimnis aufzuklären, das mit einer Legende in Zusammenhang zu stehen scheint.

## Veröffentlichung
Die Serie erschien von Oktober 2017 bis Februar 2021 im Online-Magazin Shōnen Jump+ beim Verlag Shūeisha. Dieser bringt die Kapitel auch gesammelt in 13 Bänden heraus.
Eine deutsche Übersetzung, durch Jürgen Seebeck, erschien ab Mai 2020 bei Kazé Deutschland. Der letzte Band wurde im Mai 2022 veröffentlicht. Auf Englisch erscheint der Manga auf der Plattform Manga Plus, auf Spanisch bei Milky Way Ediciones und auf Italienisch bei Edizioni Star Comics. Seit 2023 ist die Serie auf Disney+ via Star abrufbar.

## Animeserie
Der Anime entstand beim Studio OLM (Studio) unter der Regie von Ayumu Watanabe und nach einem Drehbuch von Hiroshi Seko.

### Synchronisation
Die deutschsprachige Synchronisation entstand nach dem Dialogbuch sowie der Dialogregie von Nicole Gonsior durch die Synchronfirma SDI Media Germany GmbH Berlin.
| Rolle                                | japanischer Sprecher (Seiyū) | deutscher Sprecher  |
| ------------------------------------ | ---------------------------- | ------------------- |
| Shinpei Ajiro                        | Natsuki Hanae                | Grischa Olbrich     |
| Ushio Kofune                         | Anna Nagase                  | Farina Brock        |
| Mio Kofune                           | Saho Shirasu                 | Nina Benz           |
| Hizuru Minamikata / Ryūnosuke Nagumo | Yōko Hikasa                  | Laura Preiss        |
| Ginjirō Nezu                         | Jin Urayama                  | Thomas Rauscher     |
| Sō Hishigata                         | Kensho Ono                   | Julian Manuel       |
| Tokiko Hishigata                     | Maki Kawase                  | Katharina von Daake |